# Верруа-Савоя
Верруа-Савоя (итал. Verrua Savoia, пьем. Avrùa) — коммуна в Италии, располагается в регионе Пьемонт, в провинции Турин.
Население составляет 1471 человек (2008 г.), плотность населения составляет 47 чел./км². Занимает площадь 31 км². Почтовый индекс — 10020. Телефонный код — 0161.
Покровителем коммуны почитается святой Иоанн Креститель, празднование 24 июня.

## Демография
Динамика населения:

## Администрация коммуны
- Официальный сайт: http://www.comune.verruasavoia.to.it